# Дюпон, Эвальд Андре
Эвальд Андре Дюпон (нем. Ewald André Dupont; 25 декабря 1891 — 12 декабря 1956) — немецкий кинорежиссёр и сценарист еврейского происхождения, один из пионеров немецкого кино.
Свою творческую карьеру начинал в качестве журналиста и в 1910-х годах был одним из первых немецких кинокритиков. Написал более 40 сценариев для ведущих режиссёров немецкого кино, в том числе Джо Мэя, Рихарда Освальда и Пауля Лени. В 1918 году дебютировал в качестве режиссёра, поставив фильм «Европа, до востребования». Самой известной и успешной его режиссёрской работой стала лента, снятая в стиле камершпиле, «Варьете» (1925).
С 1927 года работал в Англии, где поставил ряд фильмов, в том числе «Мулен Руж» (1928), «Атлантик» (1929) и «Пикадилли» (1929), выделяемых интересным изобразительным решением и атмосферой действия. После прихода нацистов к власти в Германии переехал в США, где открыл агентство по найму киноактеров и поставил ряд малозначимых фильмов.
Состоял в браке с актрисой Гретль Дюпон (1893—1965).

## Фильмография
- 1918 — Der lebende Schatten
- 1918 — Европа, до востребования / Europa postlagernd
- 1918 — Mitternacht
- 1918 — Der Teufel
- 1919 — Die Japanerin
- 1919 — Die Maske
- 1919 — Das Geheimnis des Amerika-Docks
- 1919 — Die Spione
- 1919 — Die Apachen (auch Drehbuch)
- 1919 — Der Würger der Welt
- 1920 — Das Grand Hotel Babylon
- 1920 — Alkohol
- 1920 — Der weiße Pfau
- 1920 — Whitechapel. Eine Kette von Perlen und Abenteuern
- 1920 — Der Mord ohne Täter
- 1921 — Die Geierwally
- 1922 — Sie und die Drei
- 1923 — Die grüne Manuela
- 1923 — Старый закон / Das alte Gesetz
- 1925 — Der Demütige und die Sängerin
- 1925 — Варьете / Varieté
- 1926 — Lieb mich und die Welt ist mein (Love Me and the World Is Mine)
- 1928 — Мулен Руж / Moulin Rouge
- 1929 — Атлантик / Atlantik
- 1929 — Пикадилли / Piccadilly – Nachtwelt
- 1930 — Zwei Welten (Two Worlds, auch Drehbuch)
- 1930 — Menschen im Käfig
- 1931 — Salto Mortale
- 1932 — Peter Voß, der Millionendieb
- 1933 — Der Läufer von Marathon